# Capparis siamensis
Capparis siamensis là một loài thực vật có hoa trong họ Capparaceae. Loài này được Kurz mô tả khoa học đầu tiên năm 1877.